# 四式7.5公分高射炮
四式7.5公分高射炮（日文：四式七糎半高射砲）是日本帝國陸軍在二戰末期開發一种的高射炮。

## 簡介
日本陸軍的野戰防空武力從開戰以來一直倚靠八八式7.5公分高射炮，服役了十多年後無論是射程火力以及運輸方式都不足以應付戰爭需要，不過在戰爭後期已經沒有足夠時間從頭研究的日本將希望放在從中國戰場擄獲的波佛斯75毫米口徑M1929高射炮上；這款高射炮為日後Flak 18的原型，相關設計雖然不及德國版完整，但仍比日本當時手上的野戰防空系統先進。
日本因此進行此防空炮的逆向工程，由於總重量比前代八八式增加將近1公噸，因此得搭配更大馬力的九八式六噸牽引車操作，拖弋速度可達時速45公里。，並擁有快速放列的作戰的功能。火炮與相關設備研發在昭和18年（1943年）開始，且於同年便完成測試進行生產，1944年（昭和19年，皇紀2604年）開始服役，但生產量不足僅裝備在防衛東京的高射炮第一師團。
除了防空部隊，裝甲部隊將同型火砲設計修改為戰車炮，戰車炮版本稱為五式7.5公分戰車炮，安裝在研發中的四式中戰車、五式中戰車、試制五式7.5公分驅逐戰車上，不過這些裝備沒有任何一種真正投入服役。